# Менор Тауншип (округ Ланкастер, Пенсільванія)
Менор Тауншип (англ. Manor Township) — селище (англ. township) в США, в окрузі Ланкастер штату Пенсільванія. Населення — 21 849 осіб (2020).

## Демографія
Згідно з переписом 2010 року, у селищі мешкало 19 612 осіб у 7922 домогосподарствах у складі 5496 родин. Було 8200 помешкань
Расовий склад населення:
| - 91,8 % — білих - 2,6 % — чорних або афроамериканців - 1,7 % — азіатів - 0,2 % — корінних американців - 2,0 % — осіб інших рас |

До двох чи більше рас належало 1,7 %. Частка іспаномовних становила 6,3 % від усіх жителів.
За віковим діапазоном населення розподілялося таким чином: 21,1 % — особи молодші 18 років, 63,5 % — особи у віці 18—64 років, 15,4 % — особи у віці 65 років та старші. Медіана віку мешканця становила 41,4 року. На 100 осіб жіночої статі у селищі припадало 93,2 чоловіків;  на 100 жінок у віці від 18 років та старших — 91,7 чоловіків також старших 18 років.
Середній дохід на одне домашнє господарство  становив 70 952 долари США (медіана — 58 960), а середній дохід на одну сім'ю — 83 143 долари (медіана — 71 573). Медіана доходів становила 51 158 доларів для чоловіків та 38 494 долари для жінок. За межею бідності перебувало 9,5 % осіб, у тому числі 12,8 % дітей у віці до 18 років та 4,9 % осіб у віці 65 років та старших.
Цивільне працевлаштоване населення становило 10 939 осіб. Основні галузі зайнятості: освіта, охорона здоров'я та соціальна допомога — 26,7 %, роздрібна торгівля — 14,8 %, виробництво — 13,4 %.